# دیزان (طالقان)
دیزان دهکده ای زیبا در شهرستان طالقان از بخش بالاطالقان در استان البرز ایران است. لهجه اهالی دیزان بسیار نزدیک به مازندرانی است.                                        این روستا در دامنه های جنوبی کوه های تخت سلیمان در           البرز مرکزی  قرار گرفته است. منطقه ای با بیشترین تعداد قلل بالای ۴۰۰۰ متر در فلات ایران.قله علم کوه دومین کوه بلند ایران با ارتفاع ۴۸۵۰متر ارتفاع از سطح دریا در این منطقه واقع شده  که یکی از مسیرهای صعود به این قله از روستای دیزان و سپس روستای خیکان و پراچان به عنوان آخرین روستاها در بالا طالقان در دامنه جنوبی این کوه قرار دارند.

## جمعیت
این روستا در دهستان جوستان قرار دارد و براساس سرشماری سال ۱۳۸۵ جمعیت آن ۵۷۰ نفر (۱۹۴ خانوار) بوده‌است.

## مشاهیر
مرتضی طالقانی ملقب به شیخ مرتضی دیزانی از روستای دیزان واز علمای حوزه علمیه نجف اشرف در نیمه اول سده چهاردهم هجری، استاد روحانیونی همچون محمد تقی جعفری که در روستای دیزان طالقان متولد شده اند.
علی راجی شاعر و مرثیه سرا
علی آقااحمدی دیزانی ادیب و نویسنده دوره قاجار
میرزا جلیل ادیبی موذن و ذاکر امامان شیعه
```
میرزاهادی آقااحمدی دیزانی
 عالم و عارف
```

```
محمود سلطانیان
  حاجی مدیر
```

اسماعیل ادیبی بانی ساخت مسجد جامع دیزان
میرزا ابراهیم آقااحمدی عالم دهه 40 و 50 هجری شمسی
کربلایی مولا قلی سلطانیان عارف وادیب معاصر
دکتر اسماعیل سلطانیان طبیب سنتی